# Niels Andersen
Niels Andersen (n. 14 mai 1867, Skibinge⁠(d), regiunea Sjælland, Danemarca – d. 9 octombrie 1930, Hyllinge⁠(d), Kristianstads län⁠(d), Suedia) a fost un trăgător de tir ce a reprezentat Danemarca, medaliat olimpic. A participat la o ediție a Jocurilor Olimpice (1912) în care a câștigat o medalie de bronz.

## Participări
Lista de mai jos prezintă principalele competiții la care a participat Niels Andersen de-a lungul carierei.
- shooting at the 1912 Summer Olympics – men's 300 metre free rifle, team[*]